# 러시모어 플라자 시빅 센터
러시모어 플라자 시빅 센터(Rushmore Plaza Civic Center)는 미국 사우스다코타주 래피드시티에 위치한 실내 경기장이다. 현재 ECHL 래피드시티 러쉬의 홈경기장으로 사용되고 있다.